# Antocha integra
Antocha integra là một loài ruồi trong họ Limoniidae. Chúng phân bố ở miền Cổ bắc.